# Some Old Bullshit
Albums de Beastie Boys
Check Your Head
(1992) Ill Communication
(1994)
Some Old Bullshit (alias Some Old B******t) est un album de compilation du trio rap rock Beastie Boys sorti le 8 février 1994. Il compile plusieurs de leurs premiers EPs, enregistrés au début des années 1980. Ces enregistrements présentent un son radicalement différent de celui du son hip-hop généralement associé au groupe. Au lieu de cela, ces chansons représentent le rôle du groupe dans la première scène New York hardcore. L'album comprend également des segments enregistrés à l'origine sur Noise The Show, une émission de radio populaire hardcore sur WNYU à New York qui a diffusé les premiers enregistrements des Beastie Boys. Ces segments présentent les introductions hyperboliques de l'hôte de Noise The Show', Tim Sommer, un des premiers partisans du groupe.

## Liste des pistes
| No  | Titre                           | Durée |
| --- | ------------------------------- | ----- |
| 1.  | Egg Raid On Mojo (Demo Version) | 1:41  |
| 2.  | Beastie Boys                    | 0:56  |
| 3.  | Transit Cop                     | 1:18  |
| 4.  | Jimi                            | 2:06  |
| 5.  | Holy Snappers                   | 1:22  |
| 6.  | Riot Fight                      | 0:30  |
| 7.  | Ode to…                         | 1:33  |
| 8.  | Michelle's Farm                 | 1:38  |
| 9.  | Egg Raid On Mojo                | 1:20  |
| 10. | Transit Cop (Demo Version)      | 1:21  |
| 11. | Cooky Puss                      | 3:19  |
| 12. | Bonus Batter                    | 2:21  |
| 13. | Beastie Revolution              | 5:09  |
| 14. | Cooky Puss (Censored Version)   | 3:19  |

## Origines des chansons
- Les pistes 1 et 10 ont été enregistrées à partir de l'émission Noise The Show de Tim Sommer.
- Les pistes 2 à 9 proviennent de l'EP Polly Wog Stew.
- Les pistes 11 à 14 sont extraites du single Cooky Puss.